# لورنا ناوارو
لورنا ناوارو (انگلیسی: Lorena Navarro؛ زادهٔ ۱۱ نوامبر ۲۰۰۰) بازیکن فوتبال اهل اسپانیا است.